# 田辺峯崎
田辺峯崎株式会社（たなべみねざき）は、かつて大阪市東区平野町3-34に本社を置いていた、主に医薬品・医療機器の卸売りを扱う企業であった。田辺製薬商品の大阪府総代理店として、売上高の99％近くを田辺製薬商品が占める。現在は共創未来グループの一社「東邦薬品」である。

## 概要
- 資本金 - 5000万円
- 代表取締役会長 - 峯崎慶三郎
- 代表取締役社長 - 藤原正雄
- 代表取締役副社長 - 令宮日佐人
- 代表取締役副社長 - 吉野茂
- 代表取締役専務 - 峯崎義徳
- 代表取締役 - 末永博
- 代表取締役 - 芳原常一
- 監査 - 伊美要
- 監査 - 山田和雄

## 大株主
- 田辺製薬 950,000
- 峯崎慶三郎 50,000

## 沿革
- 昭和24年12月21日 - 資本金500万円で「峯崎薬品株式会社」を設立。
- 昭和33年9月 - 田辺製薬株式会社（現:田辺三菱製薬）が資本参加し「田辺峯崎株式会社」に商号変更
- 昭和45年4月 - 「栄和薬品」と合併し「明和薬品」に商号変更

## 主な取引メーカー
- 田辺製薬（現:田辺三菱製薬）
- 日本化薬
- 科研薬化工
- 丸石製薬
- 日本新薬

## 営業所
- 北支店（豊中）
- 南支店（堺）

## 「峯崎薬品」と「田辺薬品」の合併交渉
- 峯崎薬品・田辺薬品のページを参考
- 「田辺峯崎」の設立によって、それまで「峯崎薬品」の田辺製薬以外の大阪府下の販売シェアをめぐって壮絶なシェア争いが起こる。結果として田辺製薬の自社ブランドの販売保持ははかれたが、市場は大きく変化した。これまで二次卸の立場であった「日本商事」、「北村薬品」の市場拡大により一次卸への躍進である。